# Cutta dom
Cutta dom är den första singeln från Ken Rings album Äntligen hemma. Låten är producerad av den norske musikproducenten Tommy Tee.

## Spår
1. Cutta dom
2. Cutta dom (instrumental)
3. Cutta dom (acapella)